# John Byron
John Byron (8 de novembro de 1723 - 1 de abril de 1786) foi um oficial e explorador da Marinha Real Britânica. Ele ganhou o apelido de "Foul-Weather Jack" na imprensa por causa de seus frequentes encontros com o mau tempo no mar. Como aspirante, ele navegou no esquadrão sob o comando de George Anson em sua viagem ao redor do mundo, embora o navio de Byron, HMS Wager, tenha chegado apenas ao sul do Chile, onde naufragou. Ele voltou para a Inglaterra com o capitão do navio. Ele foi governador de Newfoundland seguindo Hugh Palliser, que saiu em 1768. Ele circunavegou o mundo como comodoro com seu próprio esquadrão em 1764-1766. Ele lutou em batalhas na Guerra dos Sete Anos e na Revolução Americana. Ele chegou a vice-almirante do White antes de sua morte em 1786.
Seus netos incluem o poeta Lord Byron e George Anson Byron, almirante e explorador, que foram o 6º e 7º Barão Byron, respectivamente.

## Início de carreira
Byron era o segundo filho de William Byron, 4º Barão Byron e Frances Berkeley, filha de William, 4º Barão Berkeley. Depois de estudar na Westminster School, ele ingressou na Marinha Real aos 14 anos, fazendo sua primeira viagem a bordo do HMS Romney em 1738-40.

## A viagem de Anson ao redor do mundo
Em 1740, ele acompanhou George Anson em sua viagem ao redor do mundo como aspirante a bordo de um dos vários navios do esquadrão.
Em 14 de maio de 1741, o HMS Wager naufragou na costa do Chile, no que hoje é chamado de Ilha Wager, e Byron foi um dos sobreviventes.  Sob o tênue comando do capitão David Cheape, que só foi promovido ao cargo no meio da viagem após a morte de seu antecessor, os sobreviventes brigaram entre si e se dividiram em facções. Um grande grupo de marinheiros, incluindo Byron, acabou desafiando a autoridade de Cheape e navegou para o leste até o Brasil português, visando o Rio Grande do Sul, na costa atlântica. Dias após o início da viagem, Byron e vários outros voltaram para o capitão e seu pequeno grupo restante.
O grupo de Cheape consistia em 19 homens depois que os desertores voltaram ao acampamento. Isso incluía o cirurgião Elliot e o tenente Hamilton, bem como os aspirantes John Byron e Alexander Campbell, que haviam retornado ao acampamento. Eles remaram pela costa, mas foram punidos por chuvas contínuas, ventos contrários e ondas que ameaçavam os barcos. Uma noite, enquanto os homens dormiam na praia, um dos barcos virou ancorado e foi arrastado para o mar com seus dois guarda-barcos. Um dos homens desembarcou, mas o outro se afogou. Como agora era impossível para todos caber no barco restante, quatro fuzileiros navais foram deixados em terra com mosquetes para se defenderem sozinhos. Os ventos os impediram de contornar o promontório, então eles voltaram para pegar os fuzileiros navais apenas para encontrá-los desaparecidos. Eles voltaram para a Ilha Wager no início de fevereiro de 1742. Com uma morte na jornada, havia agora 13 no grupo.
Martín Olleta, um chefe Chono, guiou os homens pela costa até os assentamentos espanhóis da Ilha de Chiloé, então eles partiram novamente. Dois homens morreram; depois de enterrar os corpos, os seis marinheiros remaram no barco para nunca mais serem vistos enquanto Cheap, Hamilton, Byron, Campbell e o moribundo Elliot estavam em terra procurando comida. Olleta então concordou em levar os quatro restantes de canoa para sua única posse restante, um mosquete. É provável que o grupo tenha atravessado o Lago Presidente Ríos, no interior da Península de Taitao, um lago que o Chile considerou oficialmente descoberto em 1945.  Eventualmente, eles conseguiram ser feitos prisioneiros pelos espanhóis. Os espanhóis os trataram bem e eles acabaram sendo levados para a capital do interior, Santiago, onde foram libertados em liberdade condicional. Os espanhóis ouviram que Anson havia sido generoso no tratamento dos prisioneiros que fizera e essa gentileza foi retribuída.
Byron e os outros três homens permaneceram em Santiago até o final de 1744 e receberam passagem em um navio francês com destino à Espanha. Três aceitaram a passagem. Campbell optou por levar uma mula através dos Andes e se juntou ao almirante espanhol Pizarro em Montevidéu, na Ásia, apenas para encontrar Isaac Morris e os dois marinheiros que haviam sido abandonados na Baía de Água Doce, na costa do Atlântico. Depois de um tempo na prisão na Espanha, Campbell chegou à Grã-Bretanha em maio de 1746, seguido pelos outros três dois meses depois.
Na Inglaterra, a corte marcial oficial examinou apenas a perda da Aposta em que Baynes, no comando nominal na época, foi absolvido da culpa, mas repreendido por omissões do dever. As disputas sobre o que aconteceu após o naufrágio foram resolvidas quando Bulkeley e Cummins, Campbell, Morris, o tanoeiro Young e mais tarde Byron publicaram seus próprios relatos, o último dos quais foi o único que de alguma forma defendeu Cheap, que já havia morrido. Vinte e nove tripulantes e sete fuzileiros navais voltaram para a Inglaterra.
O relato de Byron sobre suas aventuras e o motim de Wager são contados em A narrativa do honorável John Byron (1768). Seu livro vendeu bem o suficiente para ser impresso em várias edições.
Byron foi nomeado capitão do HMS Siren em dezembro de 1746.

## Guerra dos Sete Anos
Em 1760, durante a Guerra dos Sete Anos, Byron comandou um esquadrão enviado para destruir as fortificações em Louisbourg, Ilha de Cape Breton, Nova Escócia, que haviam sido capturadas pelos britânicos dois anos antes. Eles queriam garantir que não pudesse ser usado pelos franceses no Canadá. Em julho daquele ano, ele derrotou a flotilha francesa enviada para socorrer a Nova França na Batalha de Restigouche.

## Comodoro, governador e vice-almirante
No início de 1764, o Almirantado Britânico determinou que seria necessário um assentamento naval permanente na costa sul-americana, a fim de reabastecer os navios de guerra que buscavam entrar no Pacífico através do Cabo Horn. O capitão Byron foi selecionado para explorar o Atlântico Sul em busca de uma ilha adequada para estabelecer tal assentamento. O continente sul-americano era controlado pela Espanha, que era hostil à expansão local dos interesses britânicos; para disfarçar a missão de Byron, foi anunciado que ele havia sido nomeado o novo Comandante-em-Chefe da Marinha das Índias Orientais. Byron zarpou em junho de 1764, ostensivamente para assumir o posto das Índias Orientais. Para a viagem, ele recebeu o comando da fragata de 24 canhões HMS Dolphin e da chalupa de 16 canhões HMS Tamar.
A flotilha de dois navios de Byron cruzou o Atlântico durante o inverno de 1764 e desceu lentamente pela costa sul-americana. O Almirantado ordenou que Byron procurasse primeiro a Ilha Pepys, supostamente descoberta na costa da Patagônia pelo corsário Ambrose Cowley em 1683. Byron alcançou as coordenadas dadas por Cowley em janeiro de 1765, mas não havia sinal da ilha e a busca foi rapidamente abandonada.  Em 5 de fevereiro, Byron chegou ao assentamento patagônico de Port Desire, onde reabasteceu seus navios do navio de armazenamento HMS Florida.
Entre junho de 1764 e maio de 1766, Byron completou sua própria circunavegação do globo como capitão do HMS Dolphin. Esta foi a primeira circunavegação realizada em menos de 2 anos.  Suas ações quase causaram uma guerra entre a Grã-Bretanha e a Espanha, já que ambos os países tinham frotas armadas prontas para contestar a soberania das Ilhas Malvinas. Mais tarde, Byron encontrou ilhas e residentes existentes nas ilhas Tuamotus e Tokelau, e Nikunau no sul das Ilhas Gilbert; ele também visitou Tinian nas Ilhas Marianas do Norte.  Um membro notável da tripulação de Byron foi o companheiro de mestre Erasmus Gower, a quem Byron escolheu para "tomar uma parte significativa" na cerimônia quando tomou posse das Ilhas Malvinas. Byron examinou Gower para o exame de seu tenente em 1762 e ficou tão impressionado que o escolheu para acompanhá-lo em sua própria circunavegação (1764-65) e garantiu que ele fosse nomeado tenente do comandante Philip Carteret imediatamente depois na próxima circunavegação (1766-69).
Em 1769, ele foi nomeado governador de Newfoundland, no continente do Canadá, cargo que ocupou pelos próximos três anos.
Ele foi promovido a contra-almirante em 31 de março de 1775. Em 1779, ele serviu como comandante-em-chefe da Estação das Ilhas Leeward [ durante a Guerra da Independência Americana. Depois de ser gravemente ferido durante uma tempestade a caminho das Índias Ocidentais, Byron atacou sem sucesso uma frota francesa sob o comando do Conde d'Estaing na Batalha de Granada em julho de 1779.  Posteriormente, ele renunciou ao cargo e voltou para a Inglaterra, onde sofreu de problemas de saúde pelo resto de sua vida.
Byron foi brevemente Comandante-em-Chefe da Estação Norte-Americana a partir de 1º de outubro de 1779. Ele foi nomeado vice-almirante do branco em setembro de 1780.